# Bulbothrix coronata
Bulbothrix coronata är en lavart som först beskrevs av Fée, och fick sitt nu gällande namn av Hale. Bulbothrix coronata ingår i släktet Bulbothrix och familjen Parmeliaceae.   Inga underarter finns listade i Catalogue of Life.